# 麥克丹尼爾冰原島峰
75°48′S 161°48′E / 75.800°S 161.800°E
麥克丹尼爾冰原島峰（英語：McDaniel Nunatak），是南極洲的冰原島峰，位於維多利亞地的斯科特海岸，處於喬治穆雷山以北9公里，屬於阿爾伯特親王山脈的一部分，美國地質調查局根據測量和該國海軍的空中照片繪入地圖，現時由南極條約體系管理。